# Ben Osborn
Benjamin Jarrod „Ben“ Osborn (* 5. August 1994 in Derby) ist ein englischer Fußballspieler. Der Mittelfeldspieler stammt aus der Jugendakademie Nottingham Forests und absolvierte für diesen über 200 Pflichtspieleinsätze. Nach 16 Jahren wechselte er zur Saison 2019/20 zum Premier-League-Aufsteiger Sheffield United. Seit 2024 spielt er für Derby County.

## Karriere

### Nottingham Forest
Der aus der eigenen Jugendakademie stammende Ben Osborn debütierte am 29. März 2014 für den englischen Zweitligisten Nottingham Forest bei einem 1:1 bei Ipswich Town. In der Football League Championship 2014/15 etablierte er sich als Stammspieler bei Forest. Sein erster Treffer gelang ihm am 17. Januar 2015 beim 2:1-Auswärtserfolg beim East-Midlands-Rivalen Derby County, als er in der Nachspielzeit den Siegtreffer für Forest erzielte.
Am 16. Februar 2016 wurde Osborn für den Monat Januar zum Football League's Young Player of the Month gewählt. Im August 2016 verlängerte der 22-Jährige seinen Vertrag in Nottingham um weitere vier Jahre bis einschließlich 2020. Für seinen Verein lief es in diesen Jahren sportlich hingegen weniger erfolgreich. In der EFL Championship 2016/17 konnte der ambitionierte Zweitligist erst am letzten Spieltag den Klassenerhalt erzielen. Nach zwei weiteren Spielzeiten, in denen Nottingham Forest nicht den Einzug in die Aufstiegs-Play-offs und damit den avisierten Aufstieg in die erste Liga erreicht hatte, entschied sich Ben Osborn nach der Saison 2018/19 zu einem Vereinswechsel.

### Sheffield United
Nach 16 Jahren bei Nottingham Forest wurde am 26. Juli 2019 der Wechsel Osborns zum Premier-League-Aufsteiger Sheffield United bekanntgegeben. Bei den Blades unterzeichnete er einen Dreijahresvertrag. Bei seinem neuen Verein wurde er in der Premier League 2019/20 als Ergänzungsspieler eingesetzt und bestritt 13 Erstligapartien. Sheffield kam als Aufsteiger in der neuen Spielklasse überraschend gut zurecht und beendete die Saison als Tabellenneunter. In der Premier League 2020/21 steigerte Osborn seine Einsätze auf 24 Ligaspiele und erzielte dabei am 3. April 2021 beim 1:2 bei Leeds United sein erstes und einziges Tor in der Premier League. Seine Mannschaft konnte die guten Leistungen aus dem Vorjahr nicht bestätigen und stieg als Tabellenletzter wieder aus der ersten Liga ab.
Für den schwach in die EFL Championship 2021/22 gestarteten Absteiger erzielte Ben Osborn am 11. September 2021 beim 6:2-Heimsieg über Peterborough United erstmals in seiner Karriere zwei Treffer in einem Pflichtspiel. Am Saisonende zog der Mittelfeldspieler mit seiner Mannschaft als Tabellenfünfter in die Aufstiegs-Play-offs ein, scheiterte dort jedoch im Halbfinale an seinem langjährigen Verein Nottingham Forest. Dafür sicherte sich Sheffield 2022/23 mit dem Gewinn der Vizemeisterschaft den Wiederaufstieg, stieg ein Jahr später jedoch direkt wieder aus der Premier League 2023/24 ab.

### Derby County
Nach dem erneuten Abstieg wechselte der ablösefreie Osborn Ende Juni 2024 zum Zweitliga-Aufsteiger Derby County und kehrte damit in seine Heimatstadt zurück.